# Mikroregion Santa Maria

Mikroregion Santa Maria

Mikroregion Santa Maria – mikroregion w brazylijskim stanie Rio Grande do Sul należący do mezoregionu Centro Ocidental Rio-Grandense. Ma powierzchnię 11.765,4 km²

## Gminy
- Cacequi
- Dilermando de Aguiar
- Itaara
- Jaguari
- Mata
- Nova Esperança do Sul
- Santa Maria
- São Martinho da Serra
- São Pedro do Sul
- São Sepé
- São Vicente do Sul
- Toropi
- Vila Nova do Sul